# The Pioneers
I The Pioneers sono uno storico gruppo reggae formato nel 1962 in Giamaica.

## Storia
Formati nel 1962 da Winston Hewitt ed i fratelli Sydney e Derrick Crooks, the Pioneers furono tra i più interessanti gruppi armonici della Giamaica. Hewitt venne rimpiazzato da Glen Adams ed il gruppo iniziò a collaborare con il produttore Leslie Kong per la sua etichetta Beverley's nel 1965, ma si spostarono poi alla Caltone Records nel 1967, rimanendo formati da Sydney Crooks ed il nuovo membro Jackie Robinson.
Crooks e Robinson, come the Pioneers, pubblicarono una grande hit "Long Shot" (prodotta da Joe Gibbs), un brano che trattava il tema dei cavalli da corsa. Altri singoli di successo pubblicati in questo periodo furono "Jackpot", "No Dope Me Pony", "Things Got To Change" e "Tickle Me For Days", tutti brani che successivamente apparirono nel loro primo LP Greetings From The Pioneers, pubblicato da Joe Gibbs attorno all'estate del 1968. Verso la fine dell'anno, George Agard, che conduceva l'attività di sarto, ed era ansioso di sbarcare nel music business, si rivolse a Sidney e Jackie.
George aveva registrato già un paio di anni prima, tramite un duo formato con un altro cantante chiamato Winston sotto la gestione di Leslie Kong (Beverley's) prima di registrare per Derrick Morgan e Bunny Lee, sotto lo pseudonimo di Johnny Melody, ma in seguito sentì che il suo talento doveva essere sfruttato in un vero e proprio gruppi. Crooks e Robinson rimasero colpiti dalla sua performance con il brano "Na Na", ed una volta arruolato Agard, il gruppo tornò un trio e decise di rinominarsi Johnny Melody & the Slickers, pubblicando proprio il singolo "Na Na" autoprodotto. L'enorme popolarità del singolo portò George ad essere membro dei the Pioneers a tempo pieno, così il gruppo iniziò a lavorare con Leslie Kong per la sua Beverley's.
In questo periodo il trio sarebbe divenuto tra i gruppi vocali più popolari della scena giamaicana. Il primo singolo per la Beverley's fu "Easy Come Easy Go"; un brano scritto in risposta ad un attacco alla band contenuto nella traccia "Never See Come See" che Joe Gibbs aveva composto per i Royals come reazione al fatto che i the Pioneers avevano sciolto i rapporti con il produttore. Seguì il singolo "Long Shot Kick De Bucket", un sequel di "Long Shot" che trattava della morte dei famosi cavalli alla corse di Kingston tenute al Caymanas Park. Il brano ottenne dei buoni riscontri in Giamaica, ma trattando di tematiche riguardanti il paese d'origine, non raggiunse particolare successo all'estero. Realizzato nel Regno Unito dalla Trojan Records, la registrazione venne inizialmente ignorata dalla nota BBC, ma a seguito di alcune apparizioni tramite delle radio indipendenti, rivalutò il gruppo e lo aggiunse nella loro lista. Il 18 ottobre, "Long Shot Kick de Bucket" irruppe nelle classifiche pop britanniche e e dopo le prime settimane, cominciò a salire di posizione raggiungendo il n° 21.
Un mese dopo la loro apparizione nelle classifiche britanniche, Sidney, Jackie e George volarono a Londra per promuovere il loro album in un tour di 6 settimane, con una backing band chiamata Sweet Blindness. Da questo periodo, i the Pioneers avevano registrato diversi brani per Kong, ed una dozzina di questi finirono nel loro secondo album, Long Shot, che fu pubblicato per la Trojan nell'autunno del 1969.

### Il successo in Inghilterra
Il loro successo in Inghilterra, portò il gruppo a trasferirsi in tale paese nel 1970. Nei primi mesi del 1970, il trio tornò in studio per registrare delle backing track prodotte da Kong in Giamaica. Le registrazioni vennero poi mixate e successivamente pubblicate sul loro terzo album, Battle Of The Giants, disco che rivelò un cambio di sonorità vicine al R&B americano, ormai caratterizzante il loro stile. La title track dell'album venne in seguito aggiornata con una sezione di fiati per il mercato britannico, e nonostante le buone vendite, fallì nel raggiungere le classifiche pop britanniche. Più tardi quell'anno, il trio registrò "Starvation", un brano che faceva luce sulla fame del popolo di Biafra a seguito della guerra civile nigeriana. il successivo grande singolo, fu la cover di Johnny Johnson & The Bandwagon, "(I Need Your) Sweet Inspiration".
Verso la fine del 1970, il trio si riunì con il cantante Jimmy Cliff, che con loro compose e registrò qualche pezzo, incluso un brano che egli aveva composto poco tempo prima quell'anno, ovvero "Let Your Yeah Be Yeah", con cui ottennero l'ultimo grande successo. Questo era ben lontano dal loro stile degli anni sessanta, in termini di testi, melodie e arrangiamenti. Mentre il loro primo materiale era composto da arrangiamenti molto semplici, i the Pioneers iniziarono a rendere il sound più sofisticato in stile reggae pop, e questa manovra li aiutò ad ottenere maggiori consensi internazionali. Per la delusione di molti puristi, "Let Your Yeah Be Yeah" divenne uno dei 45 giri reggae dalle migliori vendite del 1971, raggiungendo la 5ª posizione nelle pop charts britanniche in agosto. Tragicamente quello stesso mese, il produttore Leslie Kong soffrì di un attacco cardiaco fatale, e mentre da questo periodo il suo coinvolgimento con i the Pioneers era calato significativamente, la sua morte fu ancora una gran perdita per il trio.
Nel frattempo, con la diffusione della loro grande hit, i the Pioneers continuarono a mantenere il loro successo, partecipando a vari tour in Gran Bretagna, Egitto, Libano, Germania, Irlanda, mentre finirono di completare il loro nuovo album, Yeah!. Nel gennaio 1972, il loro nuovo singolo "Give And Take" si fece strada in Inghilterra ma mentre fallì nell'ottenere un significativo successo al pari del precedente 45 giri, raggiunse comunque la 35ª posizione nelle classifiche.
La registrazione successiva includeva "Roll Muddy River" e la cover di Sam & Dave "You Don't Know Like I Know", entrambi i brani prodotti la produttore londinese, Clive Crawley. Attorno a questo periodo, Jackie si prese un periodo di pausa dal gruppo per registrare la cover dei the Drifters del 1965 "Come On Over To My Place", che risultò il suo primo materiale solista dal 1968, nonostante poco dopo ritornò alla normale attività con il gruppo, pubblicando una serie di singoli prodotti da Sidney, tra cui "The World Needs Love", "Time Hard" (aka "Everyday") e "I Believe In Love", quest'ultima diede il nome alla loro prossima raccolta, pubblicata più tardi nel 1972.
Dopo un paio d'anni, lo stile unico dei the Pioneers confermò la loro popolarità in Gran Bretagna e in Europa, dimostrando che il loro sound era influenzato da diversi generi musicali. Tra i loro pezzi più conosciuti di questo periodo spicca una cover di Johnny Johnson & The Bandwagon, "Blame It On The Pony Express", una reinterpretazione di un brano di Eddie Hodges del 1961, "I'm Gonna Knock On Your Door" e una serie di cover R&B/soul; "At The Club" (the Drifters), "Papa Was A Rolling Stone" (the Temptations) e "A Little Bit Of Soap" (the Jarmels).
La Trojan records pubblicò due dischi del gruppo; Freedom Feeling (1973) e Gonna Knock On Your Door (1974), mentre seguì un tour in Giappone che risultò il primo di un gruppo reggae nel pese asiatico. Suonarono anche in Thailandia e Giordania e al loro ritorno in Gran Bretagna, sciolsero il contratto con la Trojan firmando per la Philips Records. Ma dopo aver pubblicato due album per la nuova label, le carriere dei membri si divisero, presentandosi raramente come gruppo.
Da questo periodo, Sidney divenne un importante produttore reggae nel Regno Unito Reggae ed aveva iniziato un'importante collaborazione con il cantante/compositore Eddy Grant, mentre Jackie ottenne un grande successo con la cover dei Chi-Lites "Homely Girl" nel 1974, il primo di una serie di hit come "Warm And Tender Love", "Personality", "My Love For You" e "In My Life". George aveva raggiunto un certo successo come cantante/compositore con alcuni brani tra cui "Keep Your Mouth Shut", "Pardon" e "Nosey Parker".
Con alcune nuove produzioni del gruppo, la Trojan iniziò a ripubblicare alcuni dei loro primi lavori e nel 1977 vede la luce una raccolta di brani inediti intitolata Roll On Muddy River. Finalmente nel 1978, Sidney, Jackie e George ri-firmarono per la Trojan iniziando a lavorare assieme per un nuovo disco; il risultato fu Pusher Man, un LP che segnava un cambio di rotta verso nuove sonorità e tematiche, con pezzi come "Them A Wolf", "Riot In Notting Hill" e la title-track che sottolinea una certa coscienza sociale mai apparsa nei loro precedenti lavori.
Per celebrare il ritorno dei the Pioneers alla Trojan, la compagnia pubblicò un Greatest Hits contenente i loro successi più famosi, ma l'euforia dell'etichetta per il ritorno di un dei loro artisti più accreditati presto portò il trio a decidere di interrompere i rapporti con essa.

### L'era 2 Tone Ska
Da ora la scena musicale britannica stava subendo una rivoluzione. Incitati dall'avvento del punk rock, vennero a svilupparsi nuove forme di musica e nessuno riuscì a resistere come lo ska. Questo nuovo sound basato sullo ska giamaicano dei primi anni 60, incorporava l'energia e il vigore del punk, risultando un'irresistibile fusione con la musica britannica; era nato il 2 tone ska.
Verso la fine del 1979, gruppi come the Specials, Madness, the Selecter e the Beat lasciarono tutti il segno nelle classifiche pop nazionali, provocando lo skinhead revival e generando nuovi interessi per il sound giamaicano degli anni passati. Nel gennaio 1980, gli Specials pubblicarono l'EP live The Special AKA Live!, che includeva la cover dei the Pioneers "Long Shot Kick De Bucket". Questo disco raggiunse la prima posizione nelle classifiche britanniche. Per capitalizzare il successo, la Trojan presto ripubblicò la versione originale dei the Pioneers raggiungendo il n° 42 nelle classifiche, non poco per un brano di 19 anni prima. The Beat e the Selecter omaggiarono i the Pioneers rispettivamente con le cover di "Jackpot" e "Time Hard" (aka "Every Day").
Nel frattempo, Sidney, Jackie e George fondarono la loro "Pioneer International production company" e dopo qualche anno finanziarono la realizzazione di tre raccolte intitolare Reggae For Lovers, pubblicate dalla Vista Sounds Records. Inoltre, George & Jackie registrarono un paio di brani come duo con il produttore Norris Shears, che vennero poi incisi nel disco Just For You. La band non si sciolse mai ufficialmente e continuò a suonare occasionalmente durante gli anni fino ai giorni nostri.

## Formazione

### Ultima
- Sydney Crooks
- George Agard (George Dekker)
- Jackie Robinson

### Ex componenti
- Winston Hewitt
- Derrick Crooks
- Glen Adams

## Discografia

### Album in studio
- Greetings from the Pioneers (1968)
- Long Shot (1969)
- Battle of the Giants (1970)
- Yeah! (1971)
- I Believe in Love (1972)
- Freedom Feeling (1973)
- I'm Gonna Knock On Your Door (1974)
- Roll On Muddy River (1977)
- Pusher Man (1978)
- What a Feeling (1980)

### Raccolte
- From the Beginning (1969-1976)
- I Believe in Love (1972)
- Kick De Bucket (19??)
- Greatest Reggae Hits (1979)
- Give and Take: The Best of The Pioneers (2003)